# 391
391 (CCCXCI) var ett normalår som började en onsdag i den julianska kalendern.

## Händelser

### Okänt datum
- Alla icke-kristna tempel i Romarriket stängs, när Theodosius I återigen bestämmer att kristendomen skall vara statsreligion i riket och avskaffar religionsfriheten under den pågående förföljelsen av hedningarna.
- Quintus Aurelius Symmachus blir stadsprefekt i Rom och försöker få Theodosius att åter öppna de hedniska templen. Han motarbetas av Ambrosius av Milano.
- Kyrkan börjar bli allt starkare och viktigare, framförallt i städerna. Hedendomen är dock fortfarande stark på landsbygden.
- Gwanggaeto blir kung av Stora Goguryeo.